# Только ночью
«Только ночью» — еженедельное молодёжное ток-шоу на социальные и политические темы, выходившее по четвергам в 23:00 на телеканале «ТВ Центр» с 4 октября 2007 по 20 июля 2009 года. До февраля 2009 года выходило в 0:30 и с концертом по окончании дискуссии. Слоган программы: «Ночью можно всё».
Появилось взамен молодёжного ток-шоу «Бойцовский клуб», закрытого весной 2007 года по политическим мотивам.

## История

### Формат
Тема формулируется категорично, чтобы аудитория могла разделиться на две стороны — «за» и «против» (например: «Нужно ли ужесточать правила регистрации для мигрантов?»). Приглашённые участники соответственно делятся на две команды по 2—4 человека, которые должны за отведённое время убедить зал в своей точке зрения. Программа состоит из трёх частей: в первой части одна из сторон отвечает на вопросы, во второй части — другая, в третьей части обе стороны отвечают на вопросы зрителей из зала. После этого судья программы (известный человек) высказывает своё мнение, кто победил в споре. Затем голосует зал. Победителем программы считается та сторона, которая набрала большинство голосов в зале.

### Особенности проекта
Первые выпуски программы вместе с Александрой Гройсман вели два брата-близнеца — Андрей и Кирилл Машаровы (Эйхфус), которые отстаивали противоположные точки зрения на обсуждаемую тему.
Участники в возрасте от 18 до 30 лет приглашались на запись программы через объявления в Интернете. Во время съёмок зрителям и гостям ток-шоу можно было есть, пить, курить и свободно ходить по студии.
Съёмки проходили в клубе IKRA, ранее в клубе «Цистерна Холл».

## Отзывы
Программа «Только ночью» постепенно становится лучшим ток-шоу на ТВ: неангажированным, яростным, смысловым.— Александр Мельман, «Московский комсомолец»

В ситуации, когда наши телеканалы будто воды в рот набрали и молчат как партизаны едва только речь заходит о кризисе, молодёжное ток-шоу осмелилось в полный голос говорить о происходящем. И сделано это внятно, недвусмысленно, смело.— Анри Вартанов, телекритик

Проклятия Америке здесь выкрикивают под музыкальные аккорды симпатичные ребята и девчата. Зачастую за них становится откровенно неловко. Особенно тогда, когда «нашисты» или «молодогвардейцы» на полном серьезе утверждают, что за всю историю Америки в этой стране не нашлось ни одного «хорошего американского писателя». После чего становится жутковато от мысли, что кто-нибудь из этих людей через некоторое время теоретически может занять важный государственный пост.— Гарри Каспаров, политик

### Видео
- О цензуре в Интернете